# Claudelands
Claudelands est une banlieue de la cité de Hamilton, dans l'île du Nord de la Nouvelle-Zélande.

## Situation
Elle est située directement à l’est du centre-ville, mais de l’autre côté du fleuve Waikato.
Elle est reliée au centre de la cité par le pont de la route de Claudelands (en) pour les voitures et le pont de la ligne principale de la côte est (en) pour le chemin de fer.
Elle est bordée au nord par la banlieue de Fairfield, au nord-est par celle de Enderley, à l’est par Hillcrest, au sud par Hamilton East, à l’ouest par le centre d’CBD d'Hamilton.

## Démographie
Selon le recensement de 2006, la banlieue de Claudelands avait une population de 2 385 habitants.
L’index de déprivation socio-économique va de 1 à 10 à partir du plus bas jusqu’aux zones les plus défavorisées ; sur la liste, Claudelands est à 8/10 (hautement défavorisé).
| Année | Population | ménages | revenu moyen | moyenne NZ | moyenne Waikato |
| ----- | ---------- | ------- | ------------ | ---------- | --------------- |
| 2001  | 2391       | 990     | $17,900      | $18,500    | $18,000         |
| 2006  | 2382       | 987     | $25,600      | $24,400    | $24,100         |
| 2013  | 2424       | 1038    | $27,600      | $28,500    | $27,900 .       |

## Histoire
Alfred William East (en), un capitaine du 4e régiment de Waikato, fut l’un des propriétaires initiaux du domaine de Claudelands. East Street, dans la banlieue, porte son nom,.
Francis Richard Claude fut d’un des premiers riches colons venant d'Amérique du Sud, qui acheta 400 ha de parcelles formées essentiellement de marécages refusées par les colons initiaux, qui étaient des soldats mécontents de leur allocation en terre qui leur avaient été accordées.
Claude subdivisa la plupart de celles-ci en 1878 et les vendit.
Une zone de forêt de kahikatea fut alors défrichée pour créer un terrain de course de chevaux, mais celui-ci fut vendu au South Auckland Racing Club et ensuite à l’Association de Waikato A&P (en), qui avait tenu son premier show le 27 octobre 1892.
Ensuite, les courses se déplacèrent vers le champ de course de Te Rapa (en) en 1925.
La seule pièce de terres restante, proche de son état initial, était constituée de 5 ha de forêt de kahikatea dénommée Claudelands Bush, adjacente au terrain d’exposition de Claudelands Showgrounds.
Initialement, le terrain dans ce secteur était marécageux, mais avec un drainage artificiel le sol est devenu sec et les racines des arbres sont protégées par un chemin surélevé, qui est ouvert au public. Finalement, l’Association A&P l’a donné au conseil de la cité en 1928.
Claudelands est l’une des plus anciennes banlieues de la ville d’Hamilton avec un grand nombre de grandes villas avec des baies et des bungalows datant de la fin du XIXe siècle et du début du XXe siècle.
Bien que des développements plus tardifs aient mené à la construction de blocs d’appartement sur 2 étages, le caractère unique du secteur était réputé en état de préservation par les décisions du Hamilton City Council. Ceci conduisit à des règles de gouvernances modifiées avec des démolition et l’introduction de mesures de redéveloppement des terrains.

## Caractéristiques de Claudelands
Claudelands est le siège du Claudelands Showgrounds : le site original de l’exposition majeure d’agriculture et d’évènements de Hamilton, et aussi un parcours de courses de trot et de courses de chiens.
Depuis qu’il est passé dans la propriété du conseil, une grande partie (incluant le tracé de course) a été convertie en un grand parc ouvert.
La mise à niveau de Claudelands Arena (en) fut réalisée en 2011. Le Claudelands Event Centre abrita le débat pour la mairie de 2019 (en).
Claudelands est aussi le domicile du plus ancien et le plus notable des clubs : l'association football de Hamilton, qui est le Claudelands Rovers (en).

### Gare de Claudelands
Claudelands a eu une station du chemin de fer de 1884 à 1991, nommée Hamilton East jusqu’au 1er mars 1899 et ensuite Kirikiriroa jusqu’au 1er février 1914, quand le nom fut changé après une pétition.
La station était située entre Brooklyn Rd et Claudelands Rd, à 1,23 km à l’est de l’ancienne gare d’Hamilton (en) (1879-1969) et à 3,94 km à l’ouest de la banlieue de Ruakura (du 1/10/1884 au 1/1/1967).
En 1912, la Chambre de Commerce de Hamilton s’est appliquée à recruter un portier pour qu’il soit employé ici, ce qui fut approuvé en 1913, quand elle devint la station de la tablette du fait de la présence du système Tyer et la gare de triage fut étendue après une longue campagne des résidents.
Un bon hangar et un éclairage électrique furent ajoutés en 1927,mais le bâtiment de la station brûla le 11 juillet 1987.